# إسحاق راي
إسحاق راي (بالإنجليزية: Isaac Ray) هو طبيب نفسي أمريكي، ولد في 16 يناير 1807، وتوفي في 31 مارس 1881.